# Окружности Вилларсо

Окружности Вилларсо на торе.

Анимация, показывающая разрезание тора бикасательной плоскостью и две получающиеся окружности Вилларсо

Окружности Вилларсо — пара окружностей, получаемых при сечении тора вращения «диагональной» касательной плоскостью, проходящей через центр тора. В силу симметрии тора эта плоскость касается поверхности тора дважды, то есть является бикасательной.
Названы в честь французского астронома и математика Ивона Вилларсо.
Семейства параллелей, меридианов и два семейства окружностей Вилларсо вкупе составляют четыре попарно трансверсальных семейства окружностей на торе.. Таким же свойством — иметь четыре попарно трансверсальных семейства окружностей — обладают циклиды Дюпена (конформные образы тора вращения).
Формулу для окружностей можно получить перемножением уравнений двух пересекающиеся окружности радиуса {\displaystyle r} и {\displaystyle R} ({\displaystyle r<R}):
{\displaystyle (x+r)^{2}+y^{2}-R^{2}=0},
{\displaystyle (x-r)^{2}+y^{2}-R^{2}=0},
то есть в виде:
{\displaystyle (x^{2}+y^{2})^{2}-2(R^{2}+r^{2})x^{2}-2(R^{2}-r^{2})y^{2}+(R^{2}-r^{2})^{2}=0}.
Это уравнение четвёртого порядка задаёт две пересекающиеся окружности и, очевидно, является формулой торического сечения. В точках пересечения окружностей пересекаются кривые, принадлежащие одновременно плоскости сечения и поверхности тора. Поэтому в этих точках секущая плоскость касается поверхности тора.